# Composition VI
Composition VI est un tableau réalisé par le peintre d'origine russe Vassily Kandinsky en 1913. Cette huile sur toile de format horizontal est une abstraction colorée. L'œuvre fait partie depuis 1948 des collections du musée de l'Ermitage, à Saint-Pétersbourg.